# Bergeria haematochrysa
Bergeria haematochrysa är en fjärilsart som beskrevs av Sergius G. Kiriakoff 1952. Bergeria haematochrysa ingår i släktet Bergeria och familjen björnspinnare. Inga underarter finns listade i Catalogue of Life.